# Seth Peterson

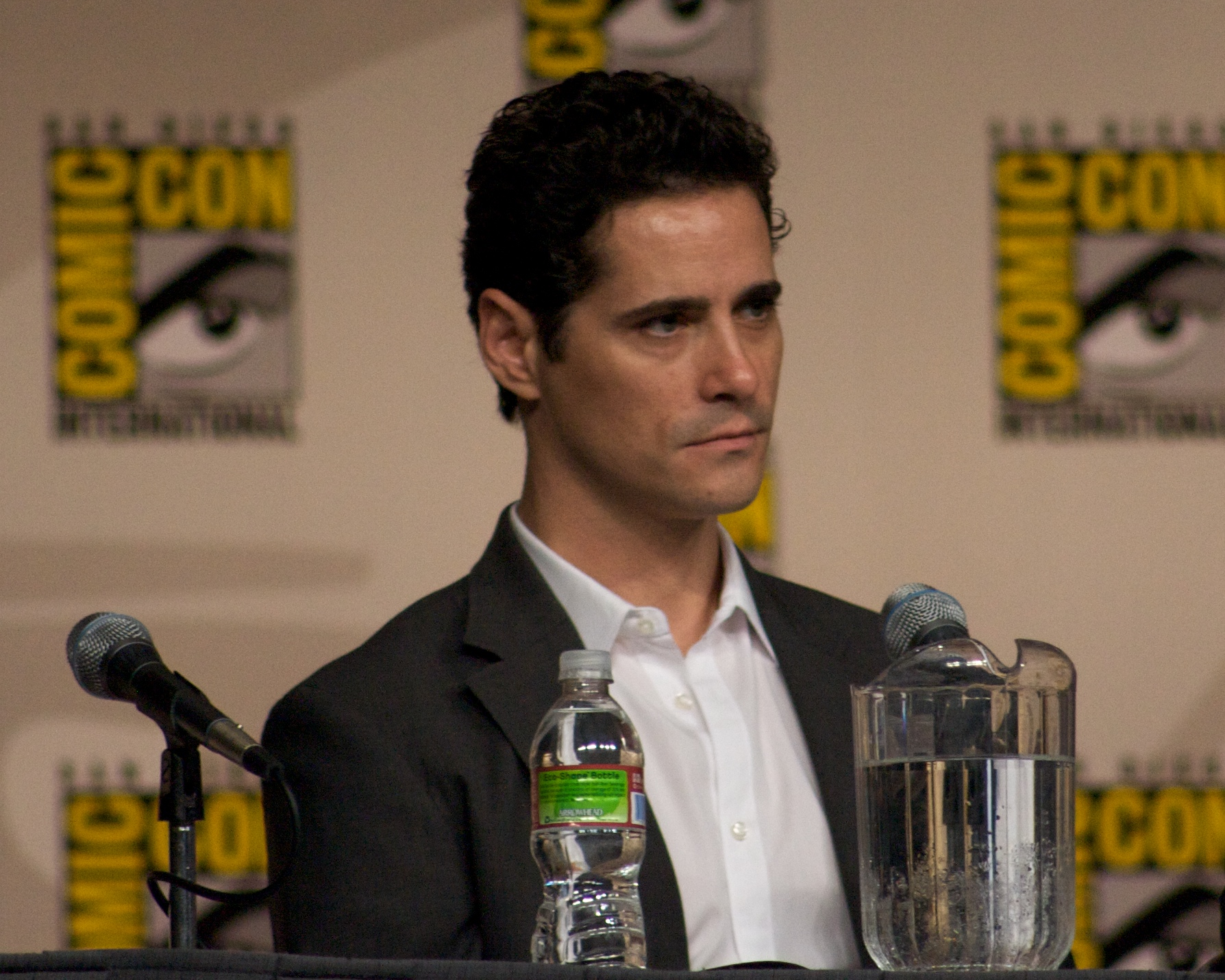
Seth Peterson, 2009

Seth Peterson (* 16. August 1970 in Harlem, New York City) ist ein US-amerikanischer Schauspieler.

## Leben
Peterson wuchs als Sohn eines Lehrers und einer Theaterschauspielerin auf. Nach seinem Schulabschluss zog er nach Kalifornien und hielt sich zunächst mit einem Bürojob über Wasser, während er an seiner Schauspielkarriere arbeitete. Mitte der 1990er Jahre erhielt er erste Fernsehrollen, unter anderem bei den Serien Beverly Hills, 90210 und Clueless – Die Chaos-Clique. Sein Spielfilmdebüt hatte er 1998 in einer kleinen Nebenrolle in Wolfgang Petersens Science-Fiction-Horror-Thriller Godzilla. Eine gewisse Bekanntheit beim Fernsehpublikum erarbeitete er sich zwischen 1999 und 2002 mit seiner Rolle als Robbie Hansen in der NBC-Dramaserie Providence. Zwischen 2007 und 2012 spielte er die wiederkehrende Gastrolle des Nate Westen in insgesamt 15 Episoden der USA-Network-Actionserie Burn Notice. Nur gelegentlich war er in weiteren Spielfilmen zu sehen, zumeist in Independent-Filmen.

## Filmografie (Auswahl)

### Film
- 1998: Du kannst anfangen zu sterben (Captured)
- 1998: Godzilla
- 1998: Ich kann’s kaum erwarten! (Can’t Hardly Wait)
- 2005: Hate Crime
- 2011: Sedona
- 2013: Unlucky Charms
- 2017: Intent

### Fernsehen
- 1996: Beverly Hills, 90210
- 1997: Clueless – Die Chaos-Clique (Clueless)
- 1997: Viper
- 1999–2002: Providence
- 2003: Charmed – Zauberhafte Hexen (Charmed)
- 2006: CSI: Vegas (CSI: Crime Scene Investigation)
- 2006: Deadwood
- 2007: CSI: NY
- 2007: The Shield – Gesetz der Gewalt (The Shield)
- 2007–2012: Burn Notice
- 2010: Lie to Me
- 2011: Navy CIS (NCIS)
- 2015: Bones – Die Knochenjägerin (Bones)